# AirBridgeCargo
AirBridgeCargo Airlines (Russisch: Авиакомпания «ЭйрБриджКарго») is een vrachtvervoerder en een dochteronderneming van Volga-Dnepr Airlines met het hoofdkantoor in de Russische hoofdstad Moskou. De onderneming werd opgericht in 2003 en opereert vrachtdiensten tussen Europa en Azië, via de hub op de luchthaven Sjeremetjevo in Moskou.

## Geschiedenis
De luchtvaartmaatschappij begon in 2003 met één Boeing 747-200F en commerciële routes van Luxemburg naar Peking en Shanghai via Moskou en Novosibirsk. De tweede Boeing 747-200F kwam in oktober 2004. AirBridge Cargo begon in 2005 routes naar Nagoya en Hongkong na het verkrijgen van de derde Boeing 747.
Inmiddels bestaat de vloot van de Russische maatschappij uit negentien toestellen: 
- 2 Boeing 747-400F's
- 4 Boeing 747-400ERF's (Extended Range Freighters)
- 11 Boeing 747-8F's
- 1 Boeing 777F (3 besteld, 2 nog niet geleverd, optie voor nog 20)

In 2008 ontving ABC de Wings of Russia-award voor de beste binnenlandse en internationale luchtvrachtvervoerder.